# Gianfranco Papini
Gianfranco Papini (Bergamo, 5 giugno 1928 – ...) è stato un allenatore di calcio e calciatore italiano, di ruolo centrocampista.

## Caratteristiche tecniche
Mediano attento, ordinato, più portato a costruire che a distruggere il gioco avversario; all'occorrenza era in grado di giocare anche da terzino.

## Carriera

### Giocatore
Esordisce in Serie A il 19 settembre 1948 in Novara-Atalanta 2-0. Disputa complessivamente 5 partite in Serie A nella stagione 1948-1949 con la maglia dell'Atalanta; la stagione seguente si trasferisce nella Sambenedettese, in Serie C, mentre l'anno seguente gioca con i bergamaschi del Caravaggio. Nella stagione 1951-1952 gioca in Serie C con la Pro Lissone; rimane nella squadra brianzola anche durante la stagione 1952-1953, disputata in IV Serie. Nella stagione 1953-1954 gioca ancora in questa categoria, nuovamente con la maglia di bergamaschi del Caravaggio; gioca poi in IV Serie anche con il Cuneo (18 presenze nella stagione 1954-1955) e con il Crema (16 presenze nella stagione 1955-1956).

### Allenatore
Ha allenato per diversi anni, prima al Caravaggio e poi alla Trevigliese, arrivando con entrambe le squadre ai vertici del calcio dilettantistico lombardo. Nella stagione 1965-1966 ha invece allenato la Trevigliese in Serie C.